# Hyphaene coriacea
Hyphaene coriacea es una palmera perteneciente a la familia Arecaceae.

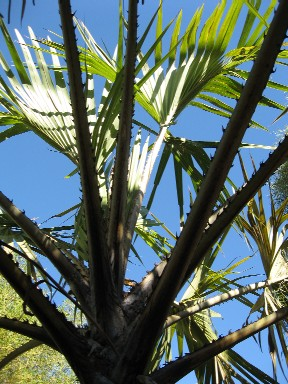
Detalle de las hojas

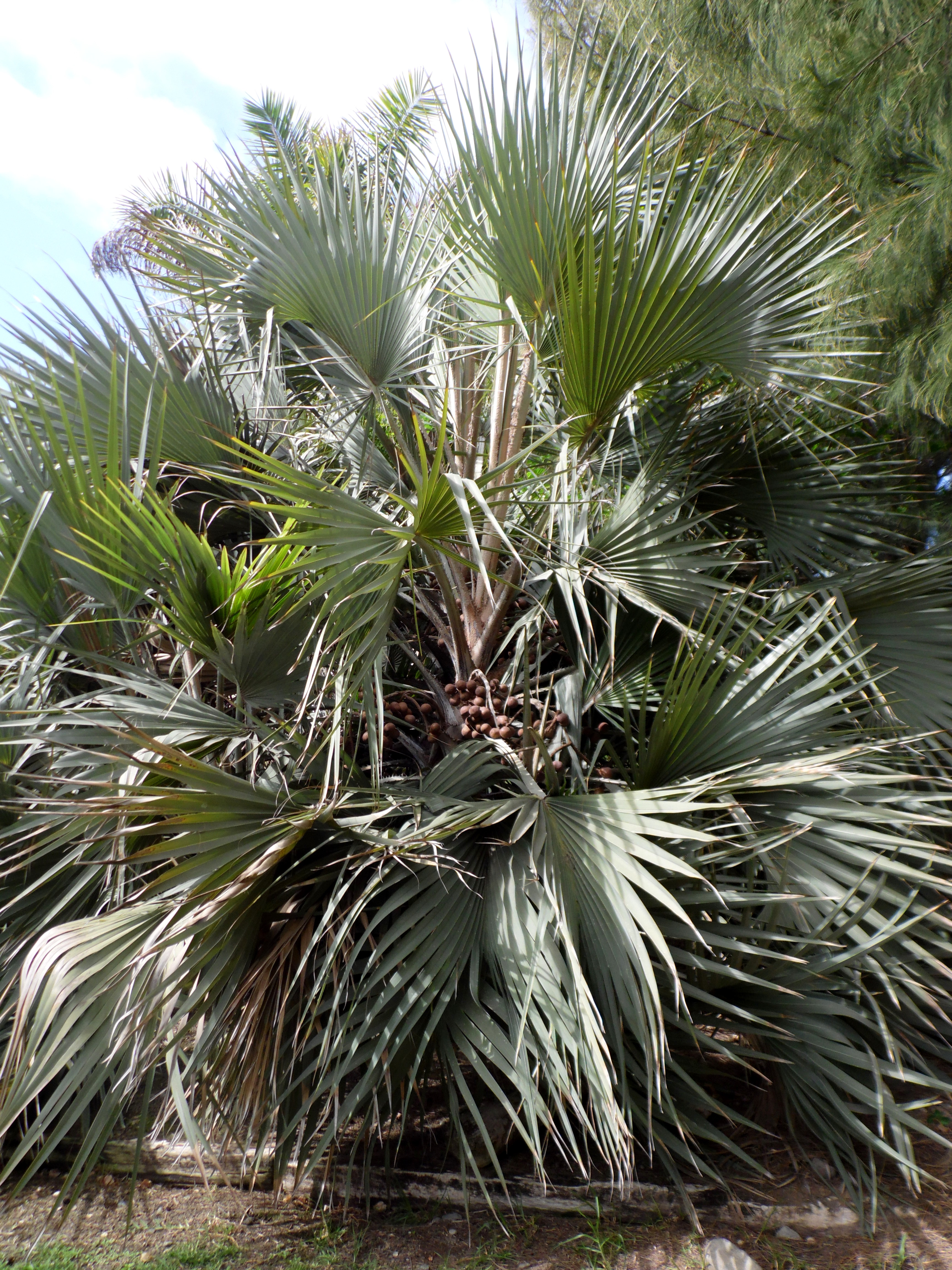
Vista de la planta

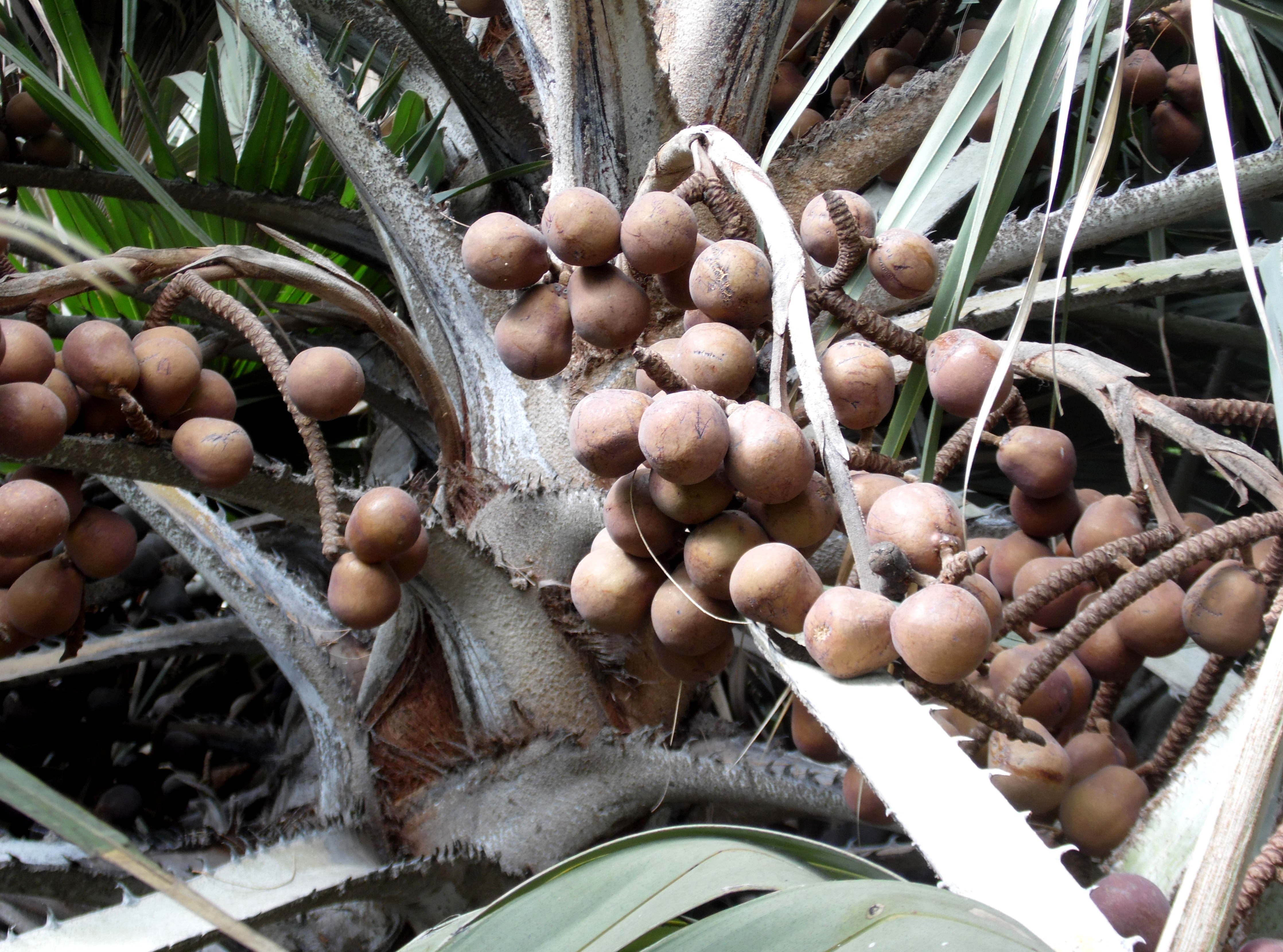
Frutos

## Descripción
Troncos simples o múltiples, inclinados, formando ramas, ramificados una o más veces, revestido por las bases de las hojas ya caídas formando un diseño cruzado típico, de 1 a 6 m de altura y de 10-20 cm de diámetro de media. Hojas en abanico, divididas, de segmentos duros, separados, pecíolos largos armados de espinas negras. Inflorescencia entre las hojas, ramificada, larga, péndula. Frutos generalmente en forma de pera, marrón oscuro.

## Distribución y hábitat
Se distribuye por África del sur, Somalia, Madagascar y Mozambique.

## Importancia económica y cultural
Usos
Poco común en colecciones botánicas. Su interés ornamental reside en su porte bajo y en la masa de hojas. Tolera el sol, en suelos arenosos y pobres. Las hojas son fibrosas y utilizadas en la confección de sombreros, cestos y cuerdas. Los frutos tienen pulpa comestible y son apreciados por los elefantes y macacos. Es de maduración lenta, tardando entre 2 y 3 años. De la yema apical, suculenta se elabora vino.

## Taxonomía
Hyphaene coriacea fue descrita por Joseph Gaertner y publicado en De Fructibus et Seminibus Plantarum. . . . 1: 28, t. 10. 1788.
Etimología
Hyphaene: nombre genérico que proviene de Hyphaino = "entrelazar", en referencia a las fibras en la pared del fruto.
coriaceao: epíteto derivado del griego κοριον, cori = "piel, cuero" y aceus = "que tiene", refiriéndose a su piel coriácea.
Sinonimia
- Hyphaene turbinata H.Wendl.
- Hyphaene wendlandii Damm
- Hyphaene schatan Bojer ex Jum
- Hyphaene hildebrandtii Becc.
- Hyphaene sphaerulifera Becc.
- Hyphaene pleuropoda Becc.
- Hyphaene pileata Becc.
- Hyphaene tetragonoides Furtado
- Hyphaene baronii Becc.
- Chamaeriphes coriacea (Gaertn.) Kuntze
- Chamaeriphes shatan (Bojer ex Dammer) Kuntze
- Chamaeriphes turbinata (H.Wendl.) Kuntze
- Corypha africana Lour.
- Hyphaene beccariana Furtado
- Hyphaene natalensis Kuntze
- Hyphaene oblonga Becc.
- Hyphaene parvula Becc.
- Hyphaene pyrifera Becc.
- Hyphaene pyrifera var. arenicola Becc.
- Hyphaene pyrifera var. margaritensis Becc.
- Hyphaene spaerulifera var. gosciaensis Becc.[6]